# (35191) 1994 CE3
1994 CE3 (asteroide 35191) é um asteroide da cintura principal. Possui uma excentricidade de 0.12520480 e uma inclinação de 10.99082º.
Este asteroide foi descoberto no dia 10 de fevereiro de 1994 por Spacewatch em Kitt Peak.